# Ljutoga (fiume)
Il Ljutoga (in russo Лютога?) è un fiume dell'Estremo Oriente russo nell'isola di Sachalin. Scorre nei rajon Cholmskij e Anivskij del oblast' di Sachalin e sfocia nel golfo di Aniva (mare di Ochotsk).
Il fiume ha origine dalla confluenza di diversi piccoli fiumi sul versante occidentale della cresta Micul'skij nel sistema dei monti Sachalinskie occidentali e scorre in direzione meridionale attraverso un'ampia pianura. La sua lunghezza è di 130 km, l'area del bacino è di 1 530 km². Sfocia presso il villaggio di Ribackoe subito dopo aver attraversato la città di Aniva. La larghezza alla foce raggiunge i 145 metri di larghezza.